# Jacques Marquette
Jacques Marquette (Laon, Picardia, 1 de junho de 1637 – Ludington, Michigan, 18 de maio de 1675) era um francês jesuíta missionário que fundou Michigan primeiro assentamento europeu, Sault Sainte Marie, e mais tarde fundou Saint Ignace. Em 1673, Marquette, com Louis Jolliet, um explorador nascido perto da cidade de Quebec, foi o primeiro europeu a explorar e mapear a porção norte do vale do rio Mississippi.

## Juventude
Jacques Marquette nasceu em Laon, França, em 1º de junho de 1637. Vinha de uma antiga família que se destacava por seus serviços cívicos e militares. Marquette ingressou na Companhia de Jesus aos 17 anos. Ele estudou e ensinou na França por vários anos, então os jesuítas o designaram para a Nova França em 1666 como missionário para os povos indígenas das Américas. Quando ele chegou em Quebec, ele foi designado para Trois-Rivières no Rio São Lourenço, onde ajudou Gabriel Druillettese, como preliminar para trabalhos posteriores, dedicou-se ao estudo das línguas locais e tornou-se fluente em seis dialetos diferentes.

## Explorações

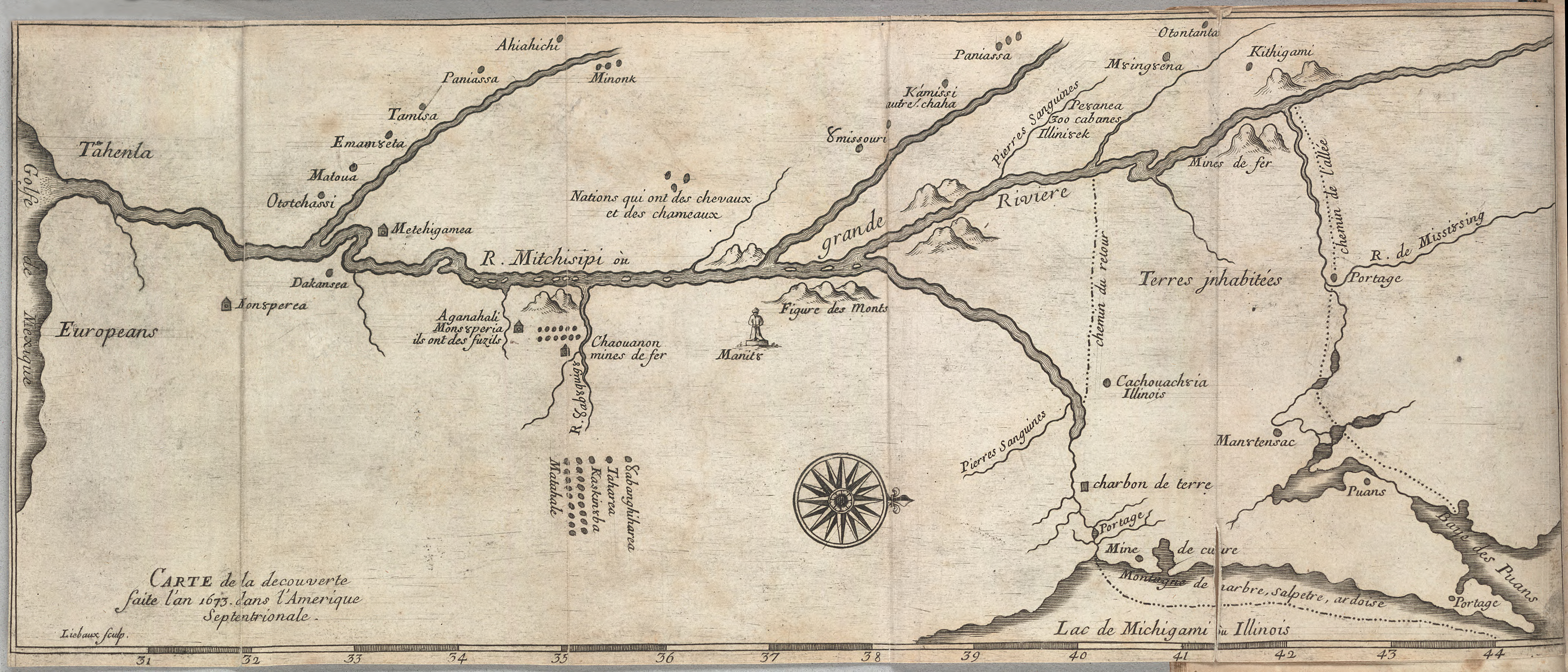
Mapa da descoberta feita no ano de 1673 na América do Norte.

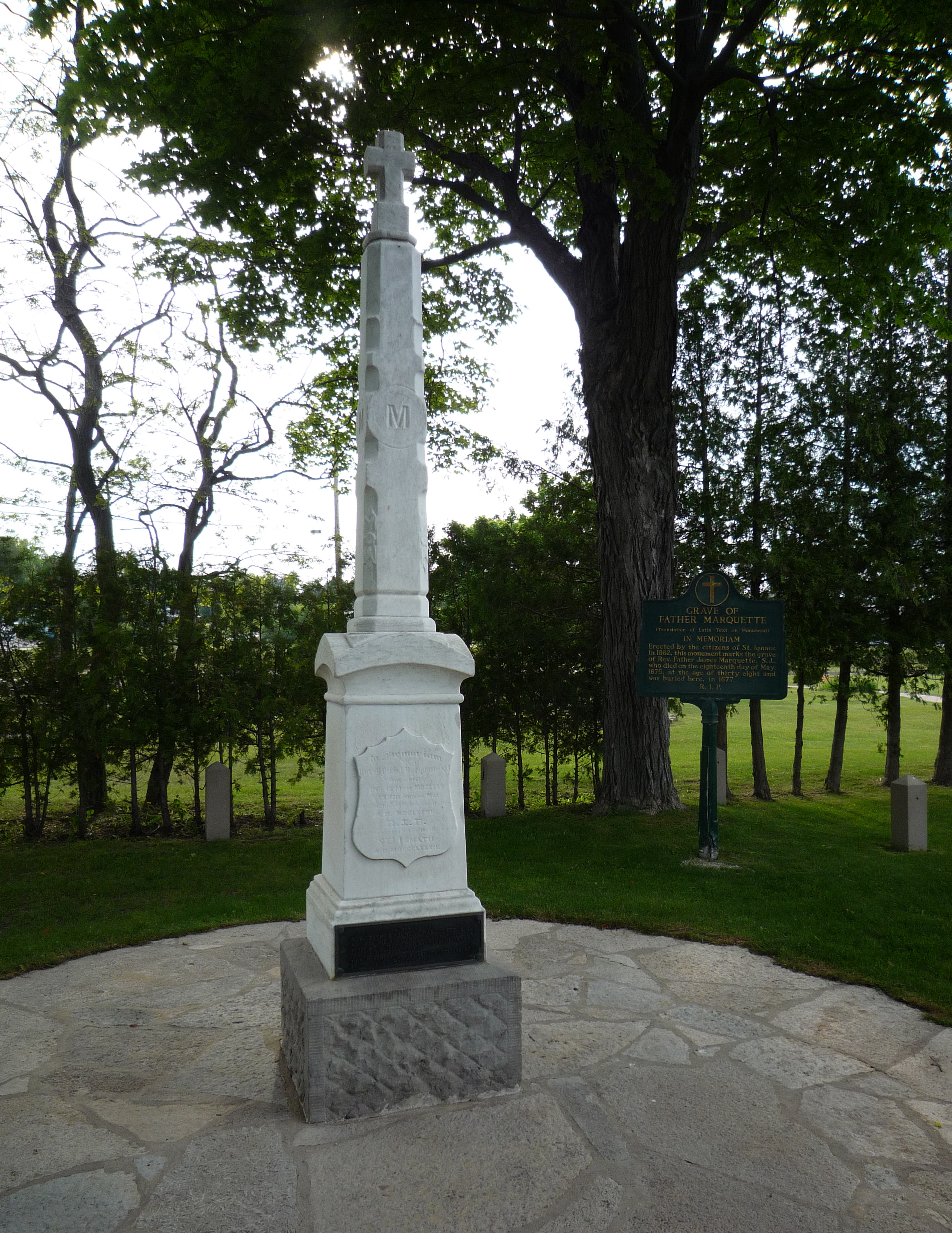
Túmulo de Jacques Marquette em Saint Ignace, Michigan.

Em 1668, Marquette foi transferido por seus superiores para missões mais acima no Rio São Lourenço, na região oeste dos Grandes Lagos. Naquele ano, ele ajudou Druillettes a fundar a missão em Sault Ste. Marie Marie no atual Michigan. Outras missões foram fundadas em Saint Ignace em 1671 (Mission Saint-Ignace) e em La Pointe, no Lago Superior, no atual Wisconsin. Em La Pointe, ele encontrou membros das tribos de Illinois, que lhe contaram sobre a importante rota comercial do rio Mississippi. Eles o convidaram para ensinar seu povo, cujos assentamentos ficavam mais ao sul. Por causa das guerras entre os Huronsem La Pointe e no povo Lakota vizinho, Marquette deixou a missão e foi para o Estreito de Mackinac; informou seus superiores sobre o suposto rio e pediu permissão para explorá-lo.
A licença foi concedida e, em 1673, Marquette juntou-se à expedição de Louis Jolliet, um explorador franco-canadense. Eles partiram de Saint Ignace em 17 de maio, com duas canoas e cinco voyageurs de ascendência franco-indiana. Eles navegaram para Green Bay e subiram o rio Fox, quase até suas cabeceiras. De lá, eles foram instruídos a transportar suas canoas por uma distância de pouco menos de duas milhas através de pântanos e carvalhos até o rio Wisconsin. Muitos anos depois, naquele ponto, a cidade de Portage, Wisconsin foi construído, em homenagem ao antigo caminho entre os dois rios. Eles se aventuraram a partir do transporte e, em 17 de junho, entraram no Mississippi perto da atual Prairie du Chien, Wisconsin.
A expedição Joliet-Marquette viajou até 435 milhas (700 km) do Golfo do México, mas voltou na foz do rio Arkansas. A essa altura, eles haviam encontrado vários nativos carregando bugigangas europeias e temiam um encontro com exploradores ou colonos da Espanha. Eles seguiram o Mississippi de volta à foz do rio Illinois, que aprenderam com os nativos locais que fornecia uma rota mais curta de volta aos Grandes Lagos. Eles chegaram ao lago Michigan perto do local da Chicago dos dias modernos, por meio do Chicago Portage. Em setembro, Marquette parou na missão Saint Francis Xavier na atual Green Bay, Wisconsin, enquanto Jolliet voltou a Quebec para relatar as notícias de suas descobertas.
Marquette e seu grupo retornaram ao território de Illinois no final de 1674, tornando-se os primeiros europeus a invernar no que se tornaria a cidade de Chicago. Como convidados de boas-vindas da Confederação de Illinois, os exploradores foram festejados no caminho e alimentados com alimentos cerimoniais como a sagamita.

## Morte
Na primavera de 1675, Marquette viajou para o oeste e celebrou uma missa pública na Grand Village of Illinois perto de Starved Rock. Um surto de disenteria que contraiu durante a expedição ao Mississippi minou sua saúde. Na viagem de volta a Saint Ignace, ele morreu aos 37 anos de idade perto da moderna cidade de Ludington, Michigan. Após sua morte, os nativos da Confederação de Illinois devolveram seus ossos à capela da Mission Saint-Ignace.

Um marcador histórico de Michigan neste local diz:
Padre Jacques Marquette, o grande missionário e explorador jesuíta, morreu e foi sepultado por dois companheiros franceses em algum lugar ao longo da costa do Lago Michigan em 18 de maio de 1675. Ele estava voltando para sua missão em Santo Inácio, que ele havia deixado em 1673, para explorar o país do Mississippi. O local exato de sua morte há muito é motivo de controvérsia. Um local próximo à encosta sudeste desta colina, perto da antiga foz do rio Pere Marquette, corresponde ao local da morte conforme localizado pelos primeiros relatos e mapas franceses e uma tradição constante do passado. Os restos mortais de Marquette foram enterrados novamente em Santo Inácio em 1677. 
Ao lado do túmulo de Marquette na State Street, no centro de Saint Ignace, o desenvolvimento urbano construiu um prédio que agora abriga o Museu da Cultura Ojibwa.